# Wallenia erythrocarpa
Wallenia erythrocarpa är en viveväxtart som beskrevs av Ignatz Urban. Wallenia erythrocarpa ingår i släktet Wallenia och familjen viveväxter. Inga underarter finns listade i Catalogue of Life.